# Engaku-ji
Engaku-ji (円覚寺?) es uno de los complejos de templos de  Budismo Zen más importantes de Japón.  Se encuentra en la ciudad de Kamakura, dentro de la prefectura de Kanagawa, al sur de Tokio, muy cerca de la estación de ferrocarril de Kita-Kamakura en la línea férrea entre Tokio y Yokosuka.

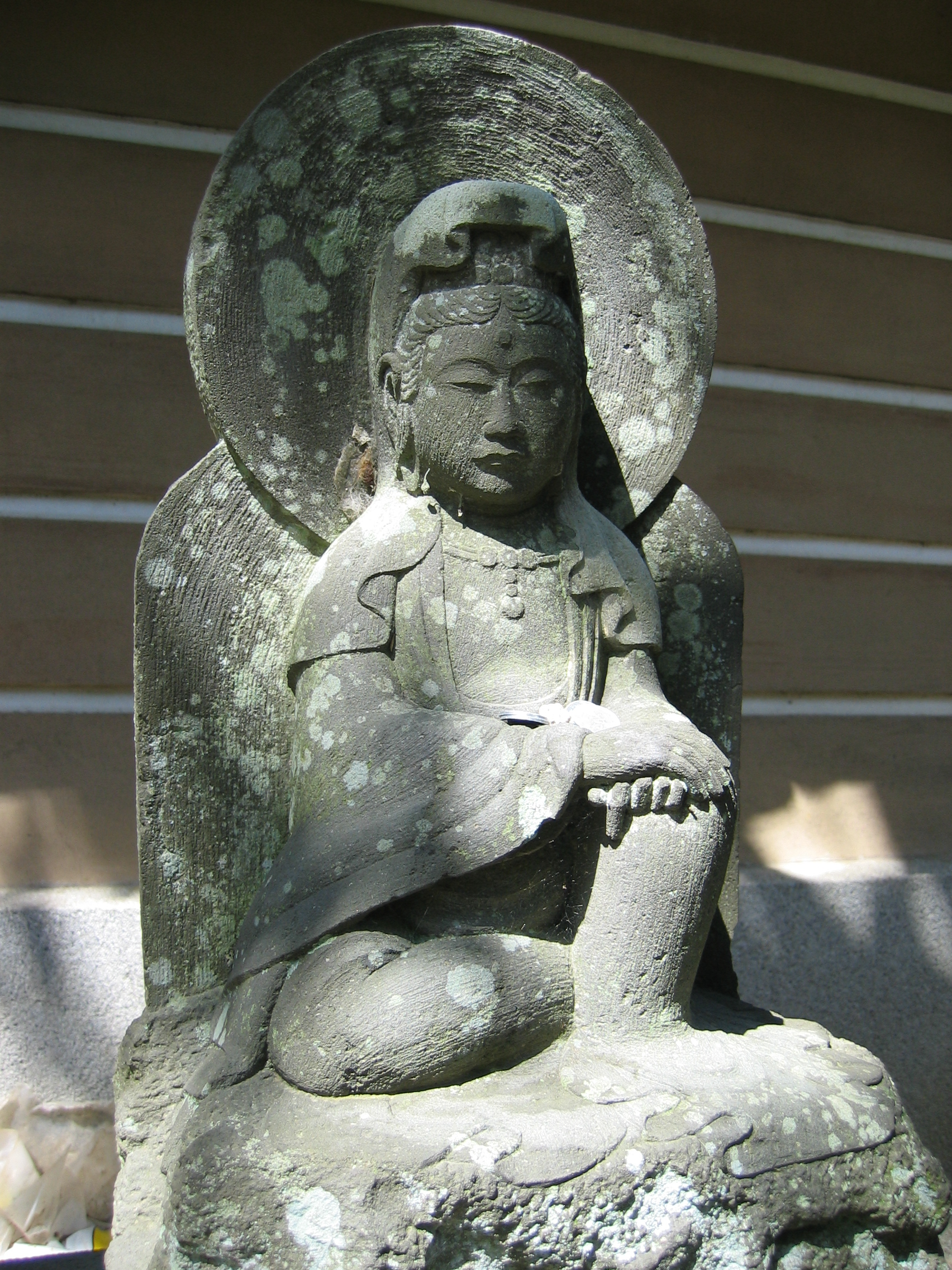
Escultura en piedra en Engaku-ji.

Un monje budista de origen chino fundó el templo en 1282 a solicitud del entonces gobernante de Japón, el regente Hōjō Tokimune que había repelido los intentos de invasión de los mongoles entre 1274 y 1281.  Tokimune era un ferviente seguidor del Zen y el templo se erigió para honrar a los caídos en ambos bandos de la guerra y para que sirviera como un centro desde el que extender la influencia del Zen.  Según los registros de la época, al comenzar las obras se extrajo de la colina un ejemplar enterrado del Engaku-kyo, sutra de la Perfecta Iluminación, hecho que dio nombre al templo.
La forma actual del templo se debe al sacerdote budista Seisetsu, que lo reconstruyó y consolidó hacia el final del período Edo.  En el período Meiji, Engaku-ji se convirtió en el principal centro de educación Zen en la región de Kantō; Kosen Roshi y Soyen Shaku fueron abades en este período y Daisetsu Teitaro Suzuki estudió bajo su dirección. Aún se ofrecen cursos de Zazen en el templo.

## Arquitectura

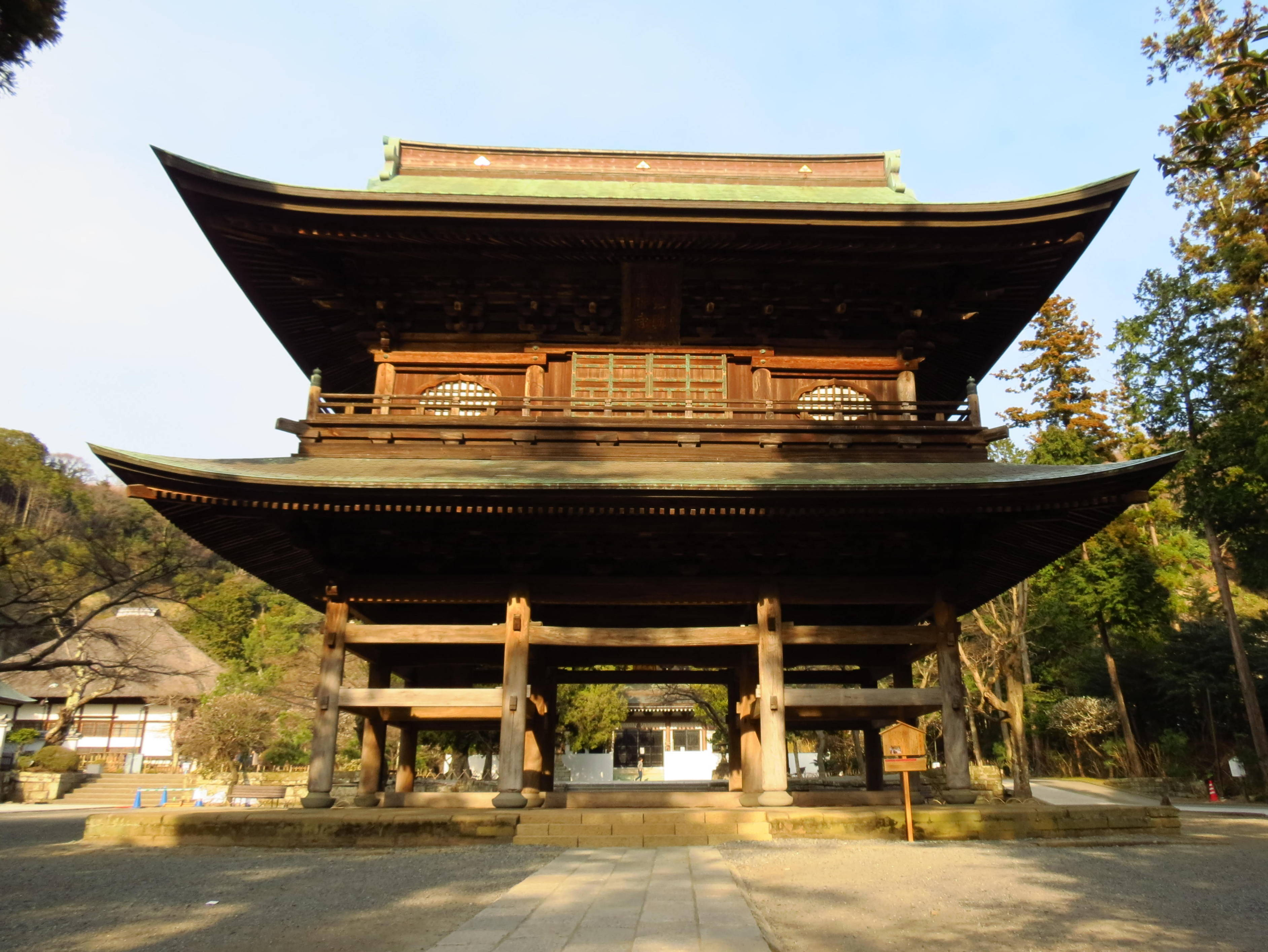
El Sanmon (puerta principal)

Los incendios han dañado varios de los edificios en diferentes ocasiones, y las fechas que se ofrecen a continuación se refieren a la construcción de las estructuras en su forma actual. Desde la entrada, los edificios del templo se sitúan a lo largo de una colina arbolada, estando situados los edificios principales en línea recta, al estilo chino; la mezcla de edificios austeros y árboles supone una composición agradable. En total hay 18 templos en el recinto. Entre los edificios y demás monumentos se encuentran:
- La puerta principal, San-mon (1783), con caligrafía del Emperador Fushimi;
- Un gran salón de Buda, moderno o Butsu-den (1964);
- Shari-den, construido en el siglo XVI al estilo de la dinastía Song de China, que se dice que alberga un diente de Buda;
- El Butsunichi-an, techado, que es el lugar donde se encuentran enterrados los restos de Hōjō Tokimune;
- Ōbai-in, un pequeño templo con tejado que contiene una estatua de Kannon;
- Ōgune (1301), la mayor de las campanas de los templos de Kamakura, de más de 2,5 metros de altura.

De todos ellos, Shari-den y Ōgune han sido declarados Tesoros Nacionales de Japón.
Los visitantes deben pagar una entrada de 300 yenes (marzo de 2007) para acceder al recinto.
El fuego ha dañado muchos de los edificios en diferentes ocasiones, y las fechas que se dan a continuación se refieren a la construcción de las estructuras que se ven actualmente. Desde la entrada, los edificios del templo se elevan por una ladera boscosa, con los edificios principales en línea recta al estilo chino; los edificios austeros y los árboles se mezclan en una composición general satisfactoria. Hay en total 18 templos en el sitio.

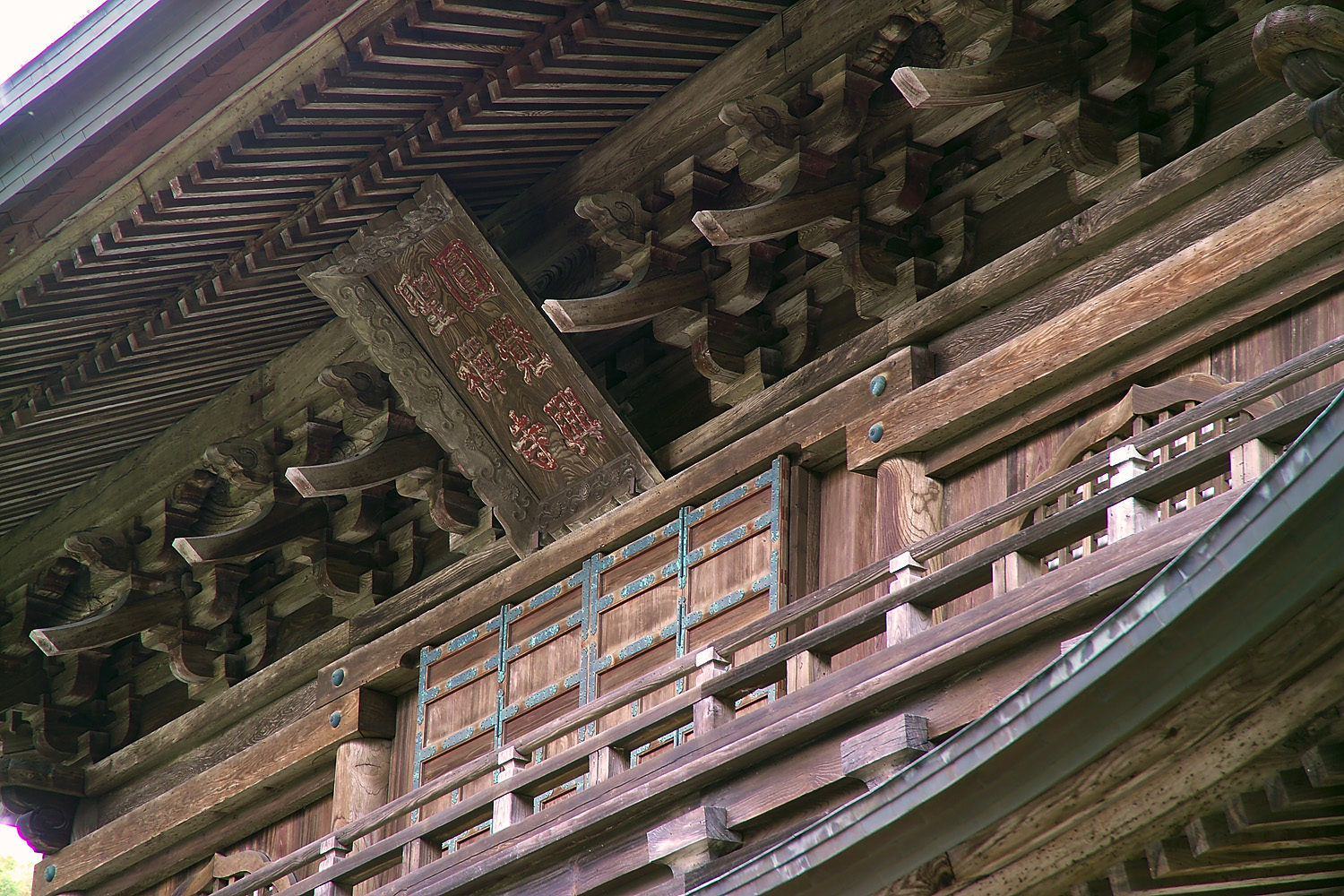
Caligrafía del Emperador Fushimi, encima del Sanmon

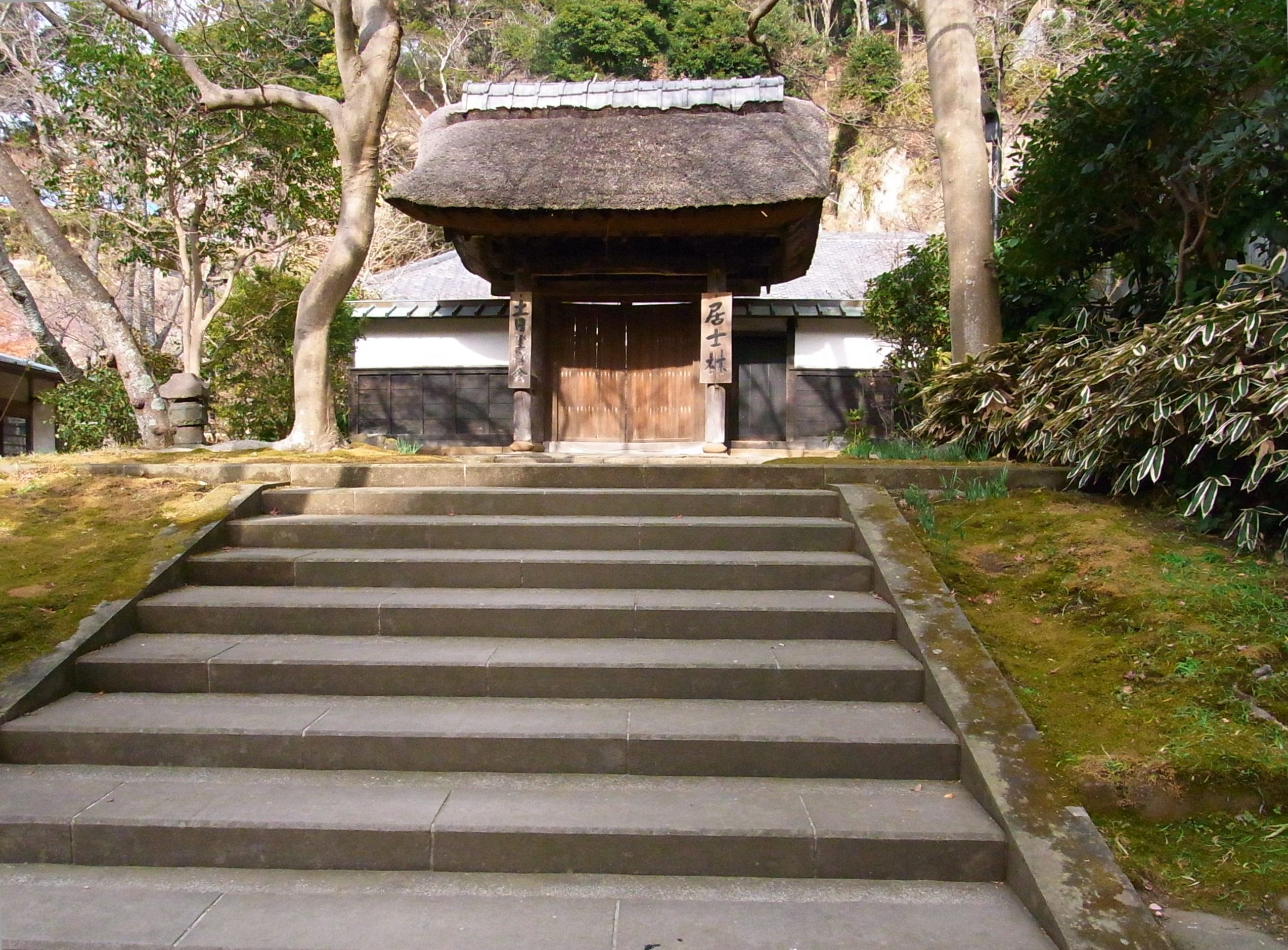
Kojirin. Vestíbulo de meditación.

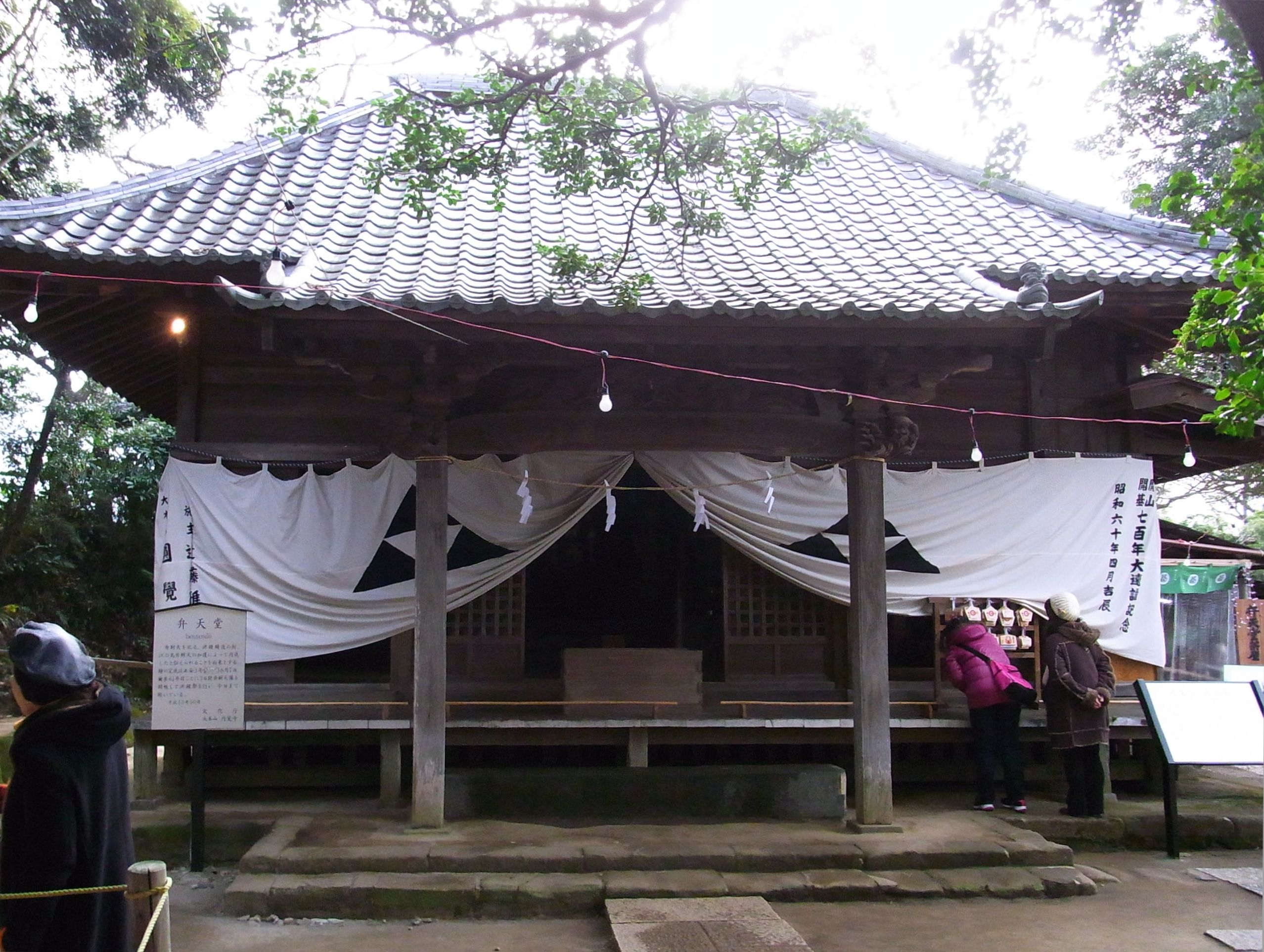
Sala Bentendo

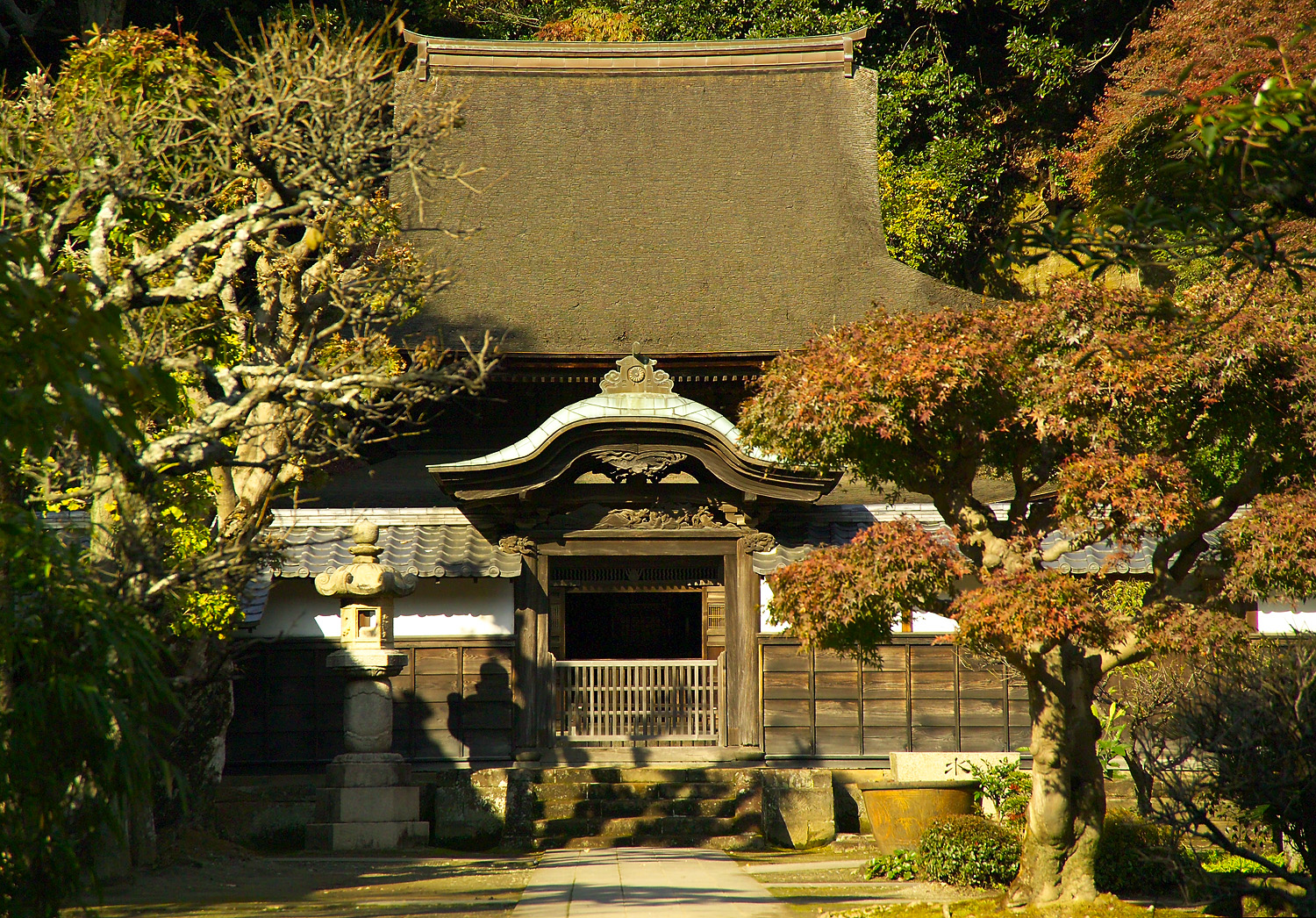
El Shariden (salón del relicario) (Tesoro Nacional)

## Eventos anuales
- Nehane (Ceremonia Nirvana de Shakyamuni) 15 de febrero
- Gotane (Cumpleaños de Shakyamuni) y Hana Matsuri (Flor del Festival) 18 de abril
- Kaisanki (Aniversario de la muerte del fundador) 3 de octubre
- Darumaki (Aniversario de la muerte de Bodhidharma) 15 de octubre
- Homotsu Kazeire (Exhibición de Tesoros) alrededor del 3 de noviembre (tres días)
- Jodoe (Aniversario de la Iluminación de Shakyamuni) 8 de diciembre